# Al Masafi
Al Masafi es un equipo de fútbol de Irak que milita en la Super Liga de Irak, la liga de fútbol más importante del país.

## Historia
Fue fundado en la capital Bagdad y han sido un equipo amateur prácticamente toda su historia hasta que ascendieron a la Super Liga de Irak por primera vez en la temporada 2009/10, liga en la que se encuentran desde entonces.

## Jugadores destacados
| - Ammar Gaiym - Zuhair Fadel - Muhammed Nasret - Ali Jassem - Sad Natiq - Akli Saddam - Zed Khalaf - Mortadha Qasem - Najim Hashim - Azhar Taher - Yasser Saadi - Burham Abdul Kareem Mahmood - Khaled Saad - Humam Saleh - Asad Abr Alnabi | - Sultán Jasem - Mustafa Karim - Yones Rachid - Mezher Ahmad - Amer Kaiem - Ali Majed Jaber - Bashar Saad |